# Есек'єль Понсе
Есек'єль Понсе (ісп. Ezequiel Ponce, нар. 29 березня 1997, Росаріо) — аргентинський футболіст, нападник грецького АЕКа.

## Ігрова кар'єра
Народився 29 березня 1997 року в місті Росаріо. Вихованець юнацьких команд футбольних клубів «Ньюеллс Олд Бойз» та «Рома».
У дорослому футболі дебютував 2013 року виступами за команду клубу «Ньюеллс Олд Бойз», в якій провів два сезони, взявши участь у 26 матчах чемпіонату. 
2015 року пребрався до Європи, уклавши контракт з «Ромою», проте, так і не зігравши жодного матчу за «вовків», на умовах оренди захищав кольори «Гранади» та «Лілля».
До складу грецького АЕК приєднався також на правах оренди 2018 року. Станом на 5 травня 2019 року відіграв за афінський клуб 18 матчів в національному чемпіонаті.
21 червня 2019 уклав контракт з російським клубом «Спартак» (Москва).
5 серпня 2023 року повернувся до АЕКа, підписавши з грецьким клубом контракт на чотири роки.

## Статистика виступів

### Статистика клубних виступів
(станом на 31 січня 2022 року)
| Сезон                      | Команда                    | Чемпіонат                  | Чемпіонат | Чемпіонат | Національний кубок | Національний кубок | Національний кубок | Континентальні кубки | Континентальні кубки | Континентальні кубки | Усього | Усього |
| Сезон                      | Команда                    | Ліга                       | Ігор      | Голів     | Ліга               | Ігор               | Голів              | Ліга                 | Ігор                 | Голів                | Ігор   | Голів  |
| -------------------------- | -------------------------- | -------------------------- | --------- | --------- | ------------------ | ------------------ | ------------------ | -------------------- | -------------------- | -------------------- | ------ | ------ |
| 2013–14                    | «Ньюеллс Олд Бойз»         | ПД                         | 18        | 4         | КА                 | 1                  | 0                  | ЛЧ                   | 4                    | 0                    | 23     | 4      |
| 2014–15                    | «Ньюеллс Олд Бойз»         | ПД                         | 9         | 1         | КА                 | 1                  | 0                  | -                    | -                    | -                    | 10     | 1      |
| Усього за Ньюеллс Олд Бойз | Усього за Ньюеллс Олд Бойз | Усього за Ньюеллс Олд Бойз | 27        | 5         |                    | 2                  | 0                  |                      | 5                    | 0                    | 33     | 5      |
| 2015–16                    | Рома                       | A                          | 0         | 0         | КІ                 | 0                  | 0                  | ЛЧ                   | -                    |                      | 0      | 0      |
| 2016–17                    | Гранада                    | ПД                         | 25        | 2         | КІ                 | 2                  | 0                  | -                    | -                    | -                    | 27     | 2      |
| 2017–18                    | Лілль                      | Л1                         | 28        | 2         | КФ + КЛ            | 0+2                | 0+0                | -                    | -                    | -                    | 30     | 2      |
| 2018–19                    | АЕК                        | СЛ                         | 27        | 16        | КГ                 | 6                  | 5                  | ЛЧ                   | 9                    | 0                    | 42     | 21     |
| 2019-20                    | «Спартак» (Москва)         | ПЛ                         | 27        | 6         | КР                 | 3                  | 3                  | ЛЄ                   | 4                    | 2                    | 34     | 11     |
| 2020-21                    | «Спартак» (Москва)         | ПЛ                         | 25        | 9         | КР                 | 3                  | 1                  | -                    | -                    | -                    | 28     | 10     |
| 2021-22                    | «Спартак» (Москва)         | ПЛ                         | 7         | 4         | КР                 | 4                  | 0                  | -                    | -                    | -                    | 11     | 4      |
| Усього за Спартак (Москва) | Усього за Спартак (Москва) |                            | 59        | 19        |                    | 6                  | 4                  |                      | 8                    | 2                    | 73     | 25     |
| Усього за кар'єру          | Усього за кар'єру          |                            | 175       | 44        |                    | 20                 | 10                 |                      | 21                   | 2                    | 216    | 56     |